# Пермолибдат натрия
Пермолибдат натрия — неорганическое соединение,
соль натрия и надмолибденовой кислоты с формулой Na2MoO6,
желтые кристаллы,
растворяется в воде,
образует кристаллогидраты.

## Получение
- Реакция молибдата натрия и пероксида водорода:

{\displaystyle {\mathsf {Na_{2}MoO_{4}+2H_{2}O_{2}\ {\xrightarrow {}}\ Na_{2}MoO_{6}+2H_{2}O}}}

## Физические свойства
Пермолибдат натрия образует жёлтые кристаллы.
Растворяется в воде,
не растворяется в этаноле.
Образует кристаллогидраты переменного состава Na2MoO6•x H2O.